# Trichocolletes nitens
Trichocolletes nitens  is een vliesvleugelig insect uit de familie Colletidae. 
De soort komt voor in het binnenland van het zuiden van West-Australië.